# Dominique Bisbal
Dominique Bisbal est un ancien footballeur français, né le 23 octobre 1958 à Mont-de-Marsan.
Il évoluait au poste d'attaquant.

## Clubs
- 1976-1978  :  INF Vichy
- 1978-1979  :  Lille OSC (D1) : 1 match, 0 but[1]
- 1979-1980  :  Lille OSC (D1) : pas de match avec l'équipe première
- 1980-1981  :  US Dunkerque (D2)  : 17 matchs, 1 but
- 1981-1982  :  CS Cuiseaux-Louhans (D2) : 12 matchs, 3 buts
- 1982-1983  :  CS Cuiseaux-Louhans (D2) : 29 matchs, 9 buts
- 1983-1984  :  CS Cuiseaux-Louhans (D2) : 23 matchs, 3 buts
- 1986-1987  :  CO Le Puy (D2) : 13 matchs, 1 but